# Lautenbach
Lautenbach es una comuna francesa situada en la circunscripción administrativa de Alto Rin y, desde el 1 de enero de 2021, en el territorio de la Colectividad Europea de Alsacia, en la región de Gran Este.

## Demografía
| 1127 | 1262 | 1315 | 1372 | 1394 | 1572 | 1479 |
| Para los censos de 1962 a 1999 la población legal corresponde a la población sin duplicidades (Fuente: INSEE [Consultar]) |      |      |      |      |      |      |

## Patrimonio y cultura
- Colegiata Saint Michel, monumento histórico de Francia

## Personajes célebres
- Manegold de Lautenbach (c. 1030 - 1103), teólogo
- Jean Egen, periodista y escritor